# Princ, a katona
A Princ, a katona egy fekete-fehér, 13 részes magyar tévéfilmsorozat. 1966–1967 között készült a Magyar Televízióban. A sorozat a magyar televíziózás második nagy vállalkozása a Tenkes kapitánya után. A többnyire vígjátéki, olykor drámai, vagy krimi elemeket is tartalmazó sorozat igen nagy siker volt Magyarországon. Az egyes epizódok kisebb szerepeiben is számos élvonalbeli színész látható. Háttérzeneként a korabeli legnagyobb magyar slágerek hallhatók, zenekari feldolgozásban.
A kor szellemének megfelelő didaktikus módon az egyes részek más-más társadalmi problémát mutattak be, természetesen minden esetben pozitív végkifejlettel (pl. huliganizmus, cigánykérdés, leányanyaság, alkoholizmus, nyugatimádat, disszidálás stb.). 
A sorozat szembeállította az akkori értékrend szerint jót: munkáscsalád, szolid otthon, vállalatnál dolgozás, fegyelmezettség stb., az osztályidegennel: pénzimádó, kétes üzletekkel foglalkozó kisvállalkozó (Vaskúti), több pénzért munka után fusizó munkás (Princ), adócsaló kisiparos (autószerelő), kétes erkölcsök (Odol és Bikini), nagyvárosi sznob entellektüelség (Bernáth tizedes pesti barátnőjének társasága) stb.

## Az alapszituáció
1966, Budapest. Rémai László, a fiatal autószerelő felhőtlenül éli mindennapjait. Nappal autószervizben dolgozik, délutánonként egy maszek szerelőnél fusizik. Mivel jóképű, pénze is mindig van, ő a lányok bálványa, az Élmunkás tér hercege, beceneve Princ. Noha alapvetően szorgalmas és becsületes, a munkáján kívül csak a nők és a szórakozás érdekli.   
A szép napoknak azonban vége szakad, mikor megkapja a katonai behívóját. Szigorú édesapját és őt a széltől is óvó édesanyját hátrahagyva Princ elindul, hogy leszolgálja a két kemény évet. A gyengébb nem kegyeiért mindenre képes nőcsábász sorkatonaként már az első naptól fogva gyakran bajba kerül. A csavaros eszű, de öntörvényű, az egyenruháért - kezdetben - nem különösebben lelkesedő, léha fiatalember kalandjait és a katonaságnak köszönhetően férfivá érését meséli el a 13 részes sorozat.

## Epizódok
- 1 - 2. Legénybúcsú (66 perc)
- 3. Eger ostroma (32 perc)
- 4. Az első levél (34 perc)[1]
- 5. A kultúrmunka (31 perc)
- 6. Az idegenlégió (41 perc)
- 7. Estétől reggelig (34 perc)
- 8. Jutalomszabadság (32 perc)
- 9. A jóvátehetetlen pillanat (32 perc)
- 10. Az árva (36 perc)
- 11. Bernáth tizedes menyasszonyai (32 perc)
- 12. A kölcsön ára (37 perc)
- 13. Gázló a Fertőn (34 perc)

## Történet
|  | Alább a cselekmény részletei következnek! |

### 1-2. Legénybúcsú
Rémai László 22 év körüli fiatalember, igen tehetséges autószerelő. Nappal egy autószervizben dolgozik, délutánonként egy maszek szerelőnél fusizik, este viszont ő Princ, a Lehel tér hercege, a lányok kedvence. Barátaival a Kávés Katica presszó a törzshelye, ahol többnyire ő fizeti az italt. Éjjel hazafelé a kisebb rendbontások sem állnak tőle messze. Szülei barátait huligánoknak tartják. Mikor behívják sorozásra, betegnek tetteti magát, de a dörzsölt katonaorvos fél perc alatt lebuktatja, alkalmassá nyilvánítják, várhatja a behívót.
A szerelőnél összeismerkedik egy Vaskúti nevű középkorú férfival, aki nagymenő gombkészítő kisiparos és akit hamarosan befogad a társaság, mint „tiszteletbeli fiatalt”. Mikor megjön a behívó, az utolsó estét nála bulizzák végig a fiatalok. Rémai elkésik a gyülekezőhelyről. Két óra késés után csak annyit mond a tisztnek, hogy legalább ennyivel is már kevesebb van hátra a két évből. 
A bevonulókkal teli teherautók az egri Dobó Laktanyába tartanak. A fegyelmezetlen Rémai már az első nap bajba kerül, visszaszól a Bernáth tizedesnek, aki büntetésül futni küldi a laktanyaudvaron. A hátsó udvaron letépi a parancsnok rózsabokrairól a rózsát, hogy a konyhán dolgozó lányoknak adja. Nem jelentkezik önként, mint tettes, ezért az egész társaságot azonnali délutáni tornára rendelik ki. A tüskés rózsákat a nadrágjába dugja, így megy gyakorlatozni. Noha a végén a rózsáktól megszabadul, a cipőjébe hullott szirmok miatt lebukik, a tizedes komoly figyelmeztetésben részesíti, miszerint jobb lenne, ha felhagyna az efféle dolgokkal. 
Hamarosan ismét bajba kerül, mikor a szakaszt a vezetésével takarítani küldik, ők viszont egy borospincében múlatják az időt.
Az egész szakaszt miatta megbüntetik, amiért a többiek „szívatni” kezdik. A százados figyelmezteti, hogy a közelgő katonai eskü után az eddigi kihágások sokkal súlyosabb büntetéssel fognak járni.

### 3. Eger ostroma
Az eskü után nem sokkal Rémait éjszakai őrnek vezénylik. Éjjel a szakadó esőben megpróbálja megjavítani az egyik tűzjelző lógó drótját, emiatt tűzriadó lesz. Büntetésből újra fogdába kerül. A takarítóbrigádból akkor tud csak elszabadulni, mikor az egyik teherautót egyetlen este rendberakja. Végre sor kerül az első kimenőre. Kalányos Vendel katonatársával városnézésre megy. Este felfigyelnek két lányra, követni kezdik őket. A lányok egy vállalati szálláson laknak, a kapuőr nem engedi be őket. Bemásznak a kerítésen, felmásznak az esőcsatornán, majd leskelődni kezdenek. Mikor észreveszik őket, leugranak és elszaladnak. A szállóról jelentik az esetet, hogy az egyik katona sántít. Noha a jelentkezésnél a kapuban Rémai úgy tesz, mintha nem sántítana, de megint lebukik és büntetést kap.

### 4. Az első levél
Kalányos Vendel Rémai katonatársa. Cigány származású, a bevonulás előtt igen rossz körülmények között élt. Nem tud írni és olvasni, ami kizáró ok lett volna a bevonuláshoz. Mivel a seregben jobb körülményei vannak, mint otthon, nem szeretne leszerelni, írástudatlanságát eltitkolja. Két katonatársa rájön az igazságra, csicskázásra és megalázó feladatokra kényszerítik. Végül felettesének elárulja az igazságot, aki szabadidejében megtanítja írni. Mikor megtagadja a további csicskázást, a két társa meg akarja verni, Rémai áll mellé. 
Bosszúból az aknavető gyakorlaton, mikor az olvasni már tudó Kalányos beállítja a vetőt, egy óvatlan pillanatban egyikük elállítja, így az akna kis híján a parancsnokot találja el. Vizsgálat következik, mindenki tagad. Rémai próbálná jelenteni az eset előzményeit, de nem figyelnek rá. Végül rendőrségi nyomozó érkezik, aki az ujjlenyomat alapján beazonosítja a tettest. Kalányos ártatlan, majd életében először levelet ír szüleinek, öreg édesapja bizonyára örülni fog, amikor felolvassák neki. Az epizód az akkor is létezett cigánykérdéssel és előítéletekkel foglalkozik.

### 5. A kultúrmunka
Az országút mentén, egy teherautó javításakor Rémai személyesen is összeismerkedik a múltkor meglesett lányok egyikével, a motorozó Pancsával. Megtudja, hogy Pancsa népi táncos. Hogy közelébe kerülhessen, ő is annak hazudja magát. Noha a csoportban már betelt a létszám, beveszik „tartalékos népi táncosnak”. Egy baj van, Rémai életében nem foglalkozott a táncművészettel. Meglepetésére a próbán Pancsa elvállalja, hogy tanítani fogja. Lassan a két fiatal egymásba szeret. Rémai elvállalja, hogy Pancsa motorját megjavítja egy versenyre, de emiatt elkésik egy gyakorlatról, ezért laktanyafogságot kap. A fiú a kultúrrendezvényre hozott egyik női népi jelmezbe bújva kiszökik a laktanyából, majd a tüzérek báljában megtalálja Pancsát. Éjjel elmennek sétálni a Szépasszony-völgybe. Mikor egy rendőr igazoltatja a gyanús csókolózó párt (Rémai még mindig női ruhában van), Princ elszalad, visszaszökne a laktanyába, de a kerítésnél lebukik, mehet a fogdába.

### 6. Az idegenlégió
A sorozatos szabályszegések miatt már Rémai hadbíróság elé állítása is felmerül, de végül javító szándékkal az Idegenlégiónak nevezett egységhez megy, ahol kemény legények mellé kerül az ezred autójavító műhelyében. A műhelyben szerelés helyett takarítania kell, ahol a társai is kiszúrnak vele, de később kap - egy szinte reménytelen állapotban lévő - teherautót javításra.
Közben egy olyan eset is történik, amiben Rémai kivételesen nem volt benne. Egy, az eljegyzése idejére fogdát kapott katona helyett egy hozzá hasonló kinézetű társa megy be a fogdára, őt meg az ezredes terepjárójával viszik ki titokban az eljegyzésre. Mikor a nővére a századosnak kóstolót visz a süteményből, kész a lebukás. 
Rémai rendbehozza a „reménytelen” teherautót, ezután a társai megkérik, hogy segítsen nekik is a javításban, cserébe magukra vállalják a takarítást. Rémai a kocsikat megjavítja, de a takarítás botrányosra sikerül, megvonják a kimenőjét, hogy azalatt is dolgozhasson. A takarítást a kerítésen beszökött libák és egy kecske nehezítik. Princ dühében megfogja, majd festékszóróval befesti a „behatolókat”. A megfestett libákat le kell vágni. A hadtápparancsnok úgy dönt, hogy a katonák egyék meg a madarakat, amiket  Princ lefestett. A libákat felszolgálják nekik, de a vacsora árát a „festő” Rémainak kell kifizetnie. A többiek úgy döntenek, hogy összeadják a pénzt.

### 7. Estétől reggelig
A Bükk hegység egyik eldugott helyén egy vegyi gyárban mérgező gáz szabadul ki, mely a környező völgyeket ellepi, de lakott területet egyelőre nem veszélyeztet. Az egyik katonai járőr jelenti, hogy a gázfelhő környékén fényeket lát. Később megállapítják, hogy egy középiskolás KISZ-lánycsapat kirándul a környéken, a fények valószínűleg tőlük jönnek. Katonai akció indul a  megmentésükre. A nehezen megközelíthető helyre csak a legkiválóbb sofőrök képesek eljutni, egyikük Rémai. Erdei ösvényeken, dagonyákon, félig leomlott hidakon, gázfelhőn hajt át, de végül megmenti a fiatalokat. Jutalmul dicséretet és szabadságot kap.

### 8. Jutalomszabadság
Noha Rémai egyre jobban teljesít, felettesei még mindig nem bíznak teljesen benne, félve küldik el a szabadságra. Otthon meglátogatja régi haverjait a Kávés Katicában. Este hazafele a Lehel piacon átmenve észreveszik, hogy huligánok egy szerelmespárt zaklatnak. Noha azelőtt ő is csinált effélét, most Kocka nevű barátjával a védelmükre siet. Első menetben megfutamítják őket, de a banda kihívja kettejüket egy párbajra a vasúti aluljáróba. Elfogadják, le is mennek, de a rendőrség kiérkezik, és mindnyájukat letartóztatják verekedésért. Rémai őrizetben megy vissza Egerbe. Felettese nem fogadja el védekezését, hogy jó ügyért verekedett, hosszabb fogdára küldi. A többi tiszttel beszélve azért megjegyzi, valamilyen szinten még örül is, hogy az azelőtt maga is félig huligán Rémai ezúttal a jó ügyért ütött.

### 9. A jóvátehetetlen pillanat
A fogda lejárta után felettesei töprengenek, hogyan lehetne kihozni az egyébként tehetséges, de ambíciótlan Rémai jobbik énjét. Az ezredes magához veszi, mint sofőrt. Rémai elismeri, hogy a munka kiváló, tiszta és elit, de jobban szeretett a műhelyben autókat javítani, mint az ezredes „parádés kocsisa” lenni. Egy alkalommal Budapestre utaznak fel, ahol az ezredesnek hivatalos dolga van. Rémai elmehet pár órára, hogy meglátogassa szüleit. Egyiküket sem találja otthon, de összeakad Bikinivel, aki már Vaskúti szeretője. Felmegy hozzá, ott tölti a szabadidőt. Elalszik, majd későn veszi észre, hogy sürgeti az idő. Rohamtempóban hajt vissza, de egy tehertaxival összekoccan, kisebb sérülés keletkezik a kocsin. Megpróbálja az ezredes elől eltitkolni, de zavart viselkedésével gyanút kelt, majd az ezredes kiszálláskor észre is veszi a sérülést, de nem szól érte. Mivel éppen a katonai bíróságra jöttek egy tárgyalásra, Rémait is beviszi magával.
Egy harckocsi-vezető perén vannak, aki alkoholos állapotát eltitkolva indult vízalatti átkelésre. A mélyben rosszul lett, a harckocsi leállt, a személyzetnek légzőkészülékkel kellett kiszabadulnia. Egyikük légembóliát kapott és lebénult, a harckocsit több napos munkával tudták csak kivontatni. 
Hazafelé Rémai megkérdezi, hogy a vezetőt hosszú időre lecsukják-e. Az ezredes válasza, mégis mit érdemelne. A sofőr ekkor beismeri a balesetet. A kocsit könnyen helyrehozhatja, de vajon az ezredes bizalmát visszanyeri?
Az epizód a felelőtlenség és felelősség témakörét vizsgálja.

### 10. Az árva
Rémai egyik honvédtársával beszélget, aki elárulja, nagyon irigyli Rémait, mert van hová mennie, vannak szülei, ő meg árva. Egyetlen személy van az életében, egy nála 12 évvel idősebb nő, akivel a kimenő alatt találkozik és akit félig a szeretőjének, félig az anyjának érez. Rémai is elárulja, hogy amióta Odol egy találkozásukkor vidéki libának nevezte Pancsát, az nem áll szóba vele. Egy nap a katona mikor felkeresi idősebb barátnőjét, egy férfit lát a házban. Kivárja, hogy reggel elmenjen, majd számonkéri a nőn, aki elárulja, hogy bár őt szereti, de egy komoly és megbízható férjre is szüksége van. Azt javasolja, minden maradjon minden úgy, mint eddig. A katona viszont a végtelenségig csalódottan és megtörten elmegy. A napokban egy nagy hadgyakorlat következik. Pancsa érzelmeinek tisztázására azt hazudják neki, hogy Rémait esetleg baleset érte. Pancsa teljesen kiborul, ezzel elárulja, hogy még mindig szereti. A csalódott katonatárs viszont teljesen kivetkőzik önmagából, agresszív még a barátaival is, majd a lőgyakorlaton ellop egy töltényt, hogy öngyilkosságot kövessen el vele. Rémai látva állapotát, szól a századosának az öngyilkosságveszélyről. Megvizsgálják a lerakott fegyverét, megtalálják benne a töltényt. A százados ezután odahívatja, kezébe adja a fegyvert, a csövet önmagára irányítja, majd megparancsolja, hogy süsse el. A katona megtörten zokogni kezd. Mikor a százados megkérdi, miért nem szólt neki erről már korábban, azt válaszolja, a százados sosem érdeklődött iránta, mit csinál, hová megy, nem volt meg a bizalom. A százados azt válaszolja, hogy a bizalom egy kétoldalú dolog.

### 11. Bernáth tizedes menyasszonyai
Noha már az első napon összekülönböztek, Rémai és Bernáth mára jó barátok. Bernáthnak két barátnője van, egyik egy helybéli kislány. A lány az egyik kimenő alkalmával közli, hogy terhes és kérdezi, mikor házasodnak össze. Bernáth szóhoz sem jut, már csak rövid ideje van a szolgálatból, de utána élni szeretne, nem pedig gyermeket nevelni. Barátnője sírva elmegy. Bernáth Budapestre utazik, meglátogatja szüleit, akik szintén nem örülnek, szeretnék fiukat még maguk mellett tudni. Bernáthnak van még Pesten is egy barátnője, váratlanul felmegy hozzá. Ott egy entellektüel és sznob társaságot talál, akik lekezelően viselkednek vele. Bernáth majdnem verekedni kezd, majd  elmegy. Szülei makacs ellenállása, majd pesti barátnője viselkedése erősíti meg benne, hogy vállalja másik barátnőjét és gyermekét. A hadsereg és annak KISZ csapata segít a párnak lakáshoz jutni. Némi készpénzre ugyan szükség van, de 4000 forint kivételével mind összejött. Rémai vállalja, hogy kölcsön megszerzi a pénzt, ezzel belekeveredik egy sötét ügybe. 

### 12. A kölcsön ára
Az ezredes ötnapos útra indul, egy napra Budapestre, majd négy napra Sopronba mennek. Rémai úgy gondolja, ez kiváló alkalom, hogy Pesten Vaskútitól kérjen kölcsön négyezer forintot Bernáth számára. Vaskúti azonban komoly bajban van. Kiderült, hogy feltűnő jóléte egyik forrása kétes eredetű nyugati autók eladása volt, viszont a lánc egyik résztvevője lebukott, Vaskúti is várhatja a rendőrséget és a börtönt, már menekülni készül. Mikor Rémai beállít hozzá a kölcsönért, türelmetlen és elutasító mindaddig, míg meg nem tudja, hogy a sorkatona Sopronba megy. Megígéri a pénzt, de kér róla egy elismervényt, amit rögtön a zsebébe tesz. Cserébe megkéri Rémait, hogy Sopronban adjon át egy levelet egy bizonyos Dr. Schifferenek, aki a kétes származású autó jóhiszemű tulajdonosa. A levélben az áll, hogy az orvos másnap feltétlenül találkozzon vele Budapesten, egy nagyon fontos ügyben. Vaskúti elhatározza, hogy a Sopronban élő és a határsávba kijárható orvos segítségével disszidálni fog,  mielőtt a rendőrség elfoghatná. Tervét arra építi, hogy a jó hírű, közismert, minden gyanú felett álló soproni orvos kocsiját nem fogják ellenőrzéskor átvizsgálni. A fővárosba felutazott, az ügyről semmit sem sejtő orvost megzsarolja, ha nem segít neki, elfogása esetén azt fogja vallani, hogy ő is tudott mindenről. A megrémült orvos kénytelen engedni neki. Vaskúti a letartóztatástól való félelmében már az éjszakát sem tölti otthon. A rendőrség aznap este keresni is kezdi, de Bikini ügyes félrevezető akciójával lerázza őket, majd másnap a megzsarolt Schifferer kocsijával előbb utasként, majd a határhoz közeledve a csomagtartóban elbújva eljutnak a doktor a határsávban, a Fertő tó partján lévő hétvégi házába.

### 13. Gázló a Fertőn
Noha Schifferer azt hiszi, ezzel megoldódott a dolog, Vaskúti még rákényszeríti egy utolsó szívességre, másnap este vigye el a Fertő tó egy bizonyos helyére, ahol könnyen át tudnak a lápon kúszni Ausztriába. Másnap este rendben is menne a dolog, ám Rémai Sopronban véletlenül észreveszi, hogy Schifferer éppen előttük haladó Opeljének lóg a kipufogója. Míg az ezredes egy előadáson van, Princ jóindulatból a doki után megy, és a hétvégi háznál lyukad ki. Benyit, hogy figyelmeztesse a doktort a kipufogóra, meglepve látja, hogy Vaskúti és Bikini is ott van. A felháborodott Rémai számon kéri rajta az esetet a levéllel, követeli vissza a Vaskúti zsebében lévő elismervényt, ami - noha ártatlan -, ellene szóló bizonyíték. Szóváltás, majd lökdösődés kezdődik. Vaskúti vállon lövi Princet, majd a disszidálást tervezők Schifferer kocsijával elmennek, Vaskúti fegyverrel kényszeríti az orvost a segítésre. 
A sebesült Rémai a legközelebbi járőrnek jelenti az esetet. Schifferert elfogják, de Vaskúti és Bikini már a veszélyes lápon át menekülnek. Az elfogásukra indított akcióból mentőakció lesz, Bikini kis híján a tóba fullad, a katonák mentik meg. Vaskúti után hiába kiabálnak, hogy álljon meg, mert elnyeli a mocsár, csak megy tovább, de végül lehúzza a láp, a Rémai elleni bizonyítékkal együtt.
Az egykori újoncok és a tisztek Bernáth tizedes lakásszentelőjére gyűlnek össze, egyvalaki hiányzik: Rémai. Szokás szerint elkésik, majd a háziasszonynak és barátnőjének átnyújt egy-egy szál rózsát. Akkor veszi észre, hogy az ezredes is ott van, akinek a rózsáit az első napon ellopta, de az már nem haragszik rá, jókedvűen ülnek le mindnyájan az asztalhoz. 
|  | Itt a vége a cselekmény részletezésének! |

## Szereplők
- Princ, azaz Rémai László – Ernyey Béla

### Rémai családja és barátai
- Rémai papa – Barsi Béla
- Rémai mama – Kelemen Éva
- Kocka, Rémai sportoló barátja – Buss Gyula
- Kecmec, Rémai motorozó barátja – Mendelényi Vilmos
- Bikini – Felföldi Anikó
- Odol – Moór Marianna
- Bizsu, a Kávés Katica pincérnője – Pécsi Ildikó
- Vaskúti Károly, gombkészítő kisiparos – Horváth Gyula
- Az autószerviz adminisztrátora – Esztergályos Cecília
- Soltész Anna (Pancsa), Rémai egri szerelme – Pöstyéni Ildikó

### Katonatársak és családjuk
- Bernáth István tizedes – Dávid Kiss Ferenc
- Bernáth tizedes édesapja – Görbe János
- Bernáth tizedes édesanyja – Gobbi Hilda
- Böbe, Bernáth tizedes egri barátnője – Hámori Ildikó
- Mary, Bernáth tizedes pesti barátnője – Dőry Virág
- Barna tizedes, az éjszakai őrszolgálat vezetője a harmadik részben – Horesnyi László
- Acsádi Lajos, az árván nevelkedett katona – Schwetz András
- Acsádi idősebb szeretője – Dallos Szilvia
- Acsádi szeretőjének leendő férje az Árva című epizódban – Kállai Ferenc
- Kalányos Vendel, rossz körülmények közül érkezett, cigány származású katona – Madaras József
- Szirom Jenő, KISZ-bizalmi  – Kiss István
- Vecsernyés, az „Idegenlégió” katonája – Sinkó László
- Berki, az „Idegenlégió” katonája  – Petrik József
- Angelmayer, a nőügyekben kevéssé jártas közlegény az 5. részben – Balázs Péter
- Honvéd – Koltai Róbert
- Dobokai, a Kalányost bajbakeverő katona – Csurka László
- Baracsi, Dobokai barátja – Szilágyi Tibor

### Feljebbvalók
- Petneházi százados – Zenthe Ferenc
- Csontos őrnagy – Szabó Gyula
- Végvári Zoltán ezredes – Avar István
- Kovács ezredes – Őze Lajos
- Kerecsendi törzsőrmester – Molnár Tibor
- Alföldi százados, az aknavetősök parancsnoka – György László
- Százados, aki az ellopott rózsák ügyét vizsgálta az ebédlőben – Bárány Frigyes
- Hadtápparancsnok – Győrffy György
- Híradós százados – Basilides Zoltán
- A laktanya orvosa – Koltai János

### Egyéb személyek
- A Lehel piac éjjeliőre – Siménfalvy Sándor
- Nusika, a Kávés Katica kissé részeg vendége – Pártos Erzsi
- A női szálló portása – Peti Sándor
- Nyomozó Kalányos ügyében – Fonyó József
- Rendőrnyomozó az ujjlenyomatokkal, Kalányos ügyében – Raksányi Gellért
- Dr. Schifferer, soproni orvos – Velenczei István
- Házmesterné Vaskúti házában – Csala Zsuzsa
- Fiatal nyomozó, aki Bikinit figyeli – Tordy Géza
- Soproni benzinkutas – Böröndi Kati
- Határőr, aki Schifferer kocsiját szépnek találta – Juhász Jácint

Kisebb epizódszerepekben még számos ismert színész feltűnik.

## Fontosabb forgatási helyszínek
- Budapest
  - Budapest XIII. kerületének újlipótvárosi utcái
  - A Lehel piac (A filmben látható módon már nem létezik, lebontották, helyére az új vásárcsarnok épült. Noha a Lehel tér neve akkoriban Élmunkás tér, a piac hivatalos neve pedig Élmunkás téri piac volt, a filmben több alkalommal Lehel piac néven említik.)
  - A Kávés Katica eszpresszó (Bp. XIII. Váci út 54.) ( Továbbra is vendéglátó hely.)
  - Vaskúti lakása a Balzac utca 30. alatti házban volt (a ház ma is áll). A lakást figyelő nyomozók az e házzal szemközti árkádos saroképület földszintjén, az eszpresszó teraszán várakoznak (az épület ma is áll, de az eszpresszó már megszűnt).
  - Nyugati pályaudvar, váróterem, valamint a pályaudvarra néző épülettömb, amit a Westend bevásárlóközpont építése előtt teljesen lebontottak, most a shopping center déli főbejárata van ott.
  - A Tik Tak presszó, 1126. Böszörményi út 17/c (Változatlan névvel működik.)
  - Árpád híd étterem, 13. kerület, Váci út 132. A sorozás után itt vette fel barátja Rémait a motorra. Az étterem megszűnt, élelmiszerbolt van a helyén, az egykori cégér továbbra is látható (2014). A környék azóta jelentős mértékben beépült.
  - A Bajza utca folytatását képező Podmaniczky alagút, a huligánokkal való verekedés helyszíne. 
  - Török úr autószerelő műhelye a Dózsa György út mentén volt a Lehel út és a Váci út közötti részen, az út a belvároshoz közelebbi oldalán. A helyszín a kizárólag a 75-ös trolibusz vonalán járó pótkocsis járműről és a háttérben látható Budapesti Kármelhegyi Boldogasszony templom tornyáról beazonosítható. A hely a nagyarányú építkezések miatt ebben a formában már nem létezik.
  - Princ hivatalos munkahelye a Dózsa György út 61-63 szám alatt ténylegesen működött Wartburg és Volga szerviz volt. 
  - Rémai lakóhelyének a Mohácsi út 9. házszámot említik. A kerületben ilyen nevű út nincs, viszont van Mohács utca, a Lehel út és Róbert Károly körút kereszteződéséhez közel. 
  - Eszpresszó Budán, az. I. kerületben az Attila úton a Szarvas térhez közel, valamint egy nyilvános telefonfülke az Attila út 25. számmal szemben (Tabáni ABC épülete), a Bethlen Udvar lakóház parkolója és az Attila út sarkán.  A telefonfülkét leszerelték, de annak helye még látszik a járdán[mikor?].

- Eger
  - Az egri Dobó István Laktanya (Létezik, de bezárt.) 
  - Az egri Szépasszony-völgy, Ködmön Csárda , átépült, de azóta is üzemel[mikor?]. A takarítóbrigád, majd Rémai és Pancsa borozgatásának, később összeveszésének a helyszíne.
  - Az egri Kisasszony piac helyén állt egykori honvédségi géptelep, Rémai éjszakai őrségének, a honvédségi szerelőműhelynek a helyszíne.

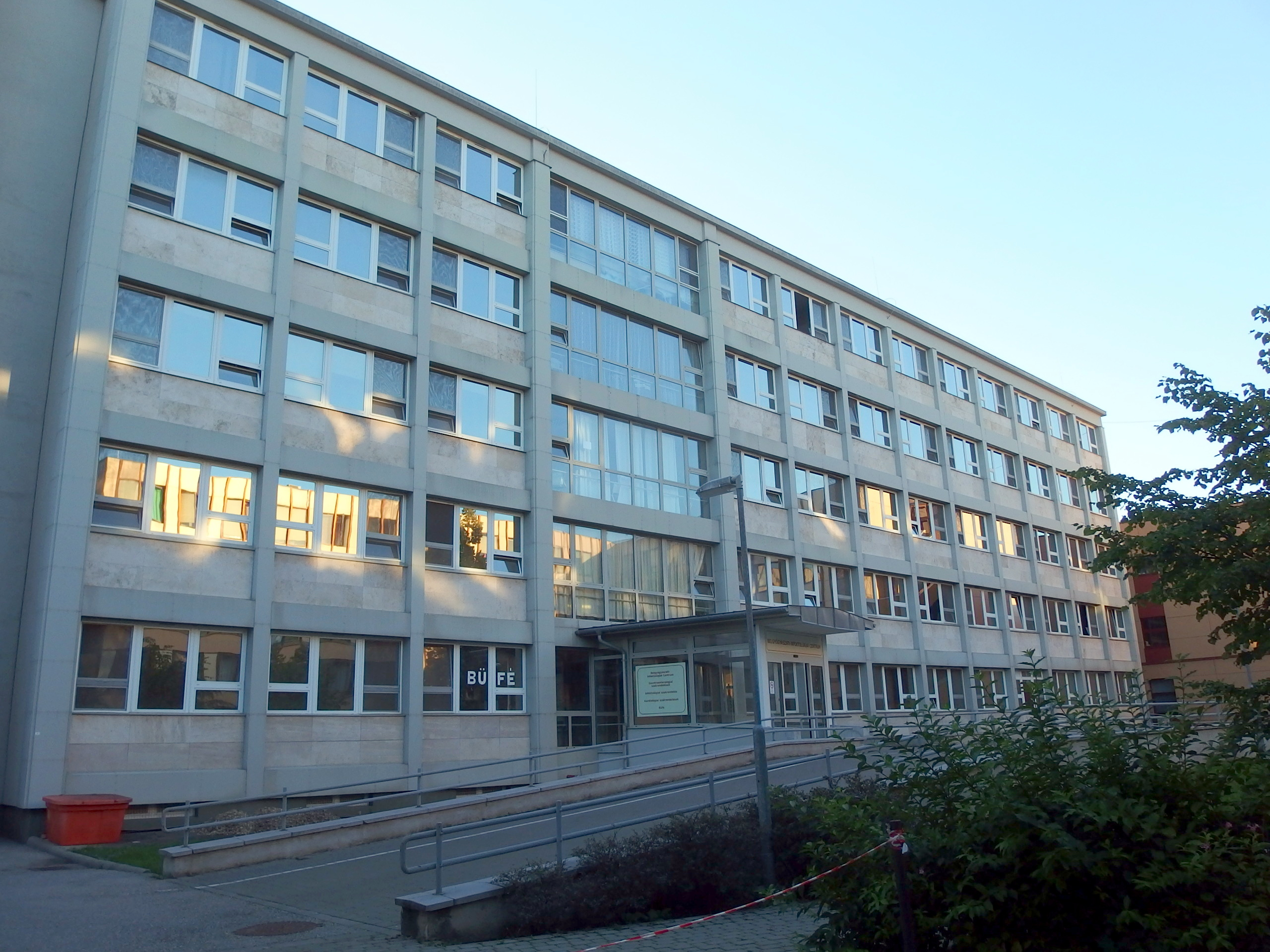
Az egri Markhot Ferenc kórház egyik épülete, mint a leányszállás helyszíne

- - A leányszállás helyszíne a Markhot Ferenc kórház az Eger patak mellett álló régebbi épülete. Pancsa hálóterme ahová Rémai felmászott, az épület a patakkal átellenes oldalán, a bejárattól jobbra, az első emeleten volt. A helyszín a mellette futó patakról, az ablakból látható minaretről és a bejárat felől látható Szent Miklós templomról a környezet azóta történt nagyfokú beépítése ellenére egyértelműen beazonosítható. 
  - A Gárdonyi Géza Színház és a vasútállomás több jelenetben is feltűnik.

- Sopron
  - Lenin körút (most: Várkerület)
  - Magyar utcai benzinkút
  - Lackner Kristóf utcai autóbuszpályaudvar 
  - Hotel Pannónia, az ezredes szálláshelye

- Egyéb
  - Az egri bevonuláskor az út menti pihenőhely a Szőlőskert Autóscsárda volt, a Gyöngyös - Nagyréde útelágazásnál. Az épület és a környék azóta a felismerhetetlenségig megváltozott.

## Hiba
A 9. és 10. rész stáblistáján a színészek nevét felcserélték.

## DVD
A nagy sikerű sorozatot - a Magyar Televízió Zrt. archívumának felvételeiből - az Europa Records Kft. jelentette meg három DVD-n.